# Waldemar Matysik
Waldemar Józef Matysik (Stanica, Polonia, 27 de septiembre de 1961) es un exjugador y exentrenador de fútbol polaco. En su etapa como jugador profesional se desempeñaba como centrocampista. 
Su hijo Mateusz también es futbolista.

## Selección nacional
Fue internacional con la selección de fútbol de Polonia en 55 ocasiones. Formó parte de la selección que obtuvo el tercer lugar en la Copa del Mundo de 1982.

### Participaciones en Copas del Mundo
| Mundial                        | Sede   | Resultado        | Partidos | Goles |
| ------------------------------ | ------ | ---------------- | -------- | ----- |
| Copa Mundial de Fútbol de 1982 | España | Tercer lugar     | 6        | 0     |
| Copa Mundial de Fútbol de 1986 | México | Octavos de final | 3        | 0     |

## Clubes

### Como jugador
| Club                        | País     | Año       |
| --------------------------- | -------- | --------- |
| Górnik Zabrze               | Polonia  | 1979-1987 |
| AJ Auxerre                  | Francia  | 1987-1990 |
| Hamburgo SV                 | Alemania | 1990-1993 |
| Wuppertaler SV              | Alemania | 1993-1994 |
| VfB Wissen                  | Alemania | 1994-1995 |
| Rot-Weiss Essen             | Alemania | 1996-1997 |
| FC Germania Dattenfeld 1916 | Alemania | 1997      |

### Como entrenador
| Club            | País     | Año       |
| --------------- | -------- | --------- |
| SC Neunkirchen  | Austria  | 2001-2004 |
| SF Brüser Berg  | Alemania | 2005-2010 |
| SC Fortuna Bonn | Alemania | 2013-2014 |

## Palmarés

### Campeonatos nacionales
| Título      | Club          | País    | Año  |
| ----------- | ------------- | ------- | ---- |
| Ekstraklasa | Górnik Zabrze | Polonia | 1985 |
| Ekstraklasa | Górnik Zabrze | Polonia | 1986 |
| Ekstraklasa | Górnik Zabrze | Polonia | 1987 |

### Distinciones individuales
| Distinción                               | Año  |
| ---------------------------------------- | ---- |
| Jugador revelación del año en Polonia    | 1981 |
| Miembro del Klub Wybitnego Reprezentanta | 2014 |